# Thrakiske Hav
Det Thrakiske Hav (græsk: Θρακικό Πέλαγος, Thrakiko Pelagos; tyrkisk: Trakya Denizi) er den nordligste del af Det Ægæiske Hav . Det er afgrænset af Makedonien og Thrakien samt det nordvestlige Tyrkiet . Hele havområdet ligger nord for den 40. nordlige breddekreds. Dens længde fra øst til vest er fra 23° E til ca. 25,8 ° E, eller fra Strymoniske Bugt mod øst til den nordligste del af Gallipoli-halvøen og bredden fra nord til syd er ca. 40,25° N til 41° N eller fra Dardanellerne mod nord til grænsen mellem de regionale enheder Xanthi og Rhodope. Øerne omfatter Thasos og Samothrace i Grækenland og Gökçeada (Imvros på græsk) og Bozcaada (Tenedos på græsk) i Tyrkiet. Bugterne og kløfterne omfatter Den Ierissiske Golf mod sydvest, Strymoniske Bugt, hvor floden Struma (Strymon) løber ud, Kavalabugten og Sarosbugten i Tyrkiet. Floder, der løber ud i denne del af bugten, omfatter Nestos og Maritsa. De berømte termiske kilder, Loutra Eleftheron ligger i Kavalabugten.

## Havne
- Amphipolis
- Kavala
- Alexandroupoli
- Thasos
- Samothrace
- Tenedos ( Bozcaada ), Tyrkiet [1]